# Аршинский, Даниил Данилович
Аршинский Даниил Данилович (неизвестно, Тара, Тобольский разряд — 19 [29] октября 1676, Тобольск) — нерчинский и тобольский воевода, начальник Даурской области.

## Биография
Даниил Аршинский родился в городе Таре Тобольского разряда.
Службу начал сыном боярским по городу Таре, и в 1641 году, при возмущении Сибирских царевичей, он, в должности стрелецкого головы, был послан усмирять их, во главе отряда из служилых татар. В 1668 году он числился ротмистром по литовскому списку в городе Тобольске. Здесь, выделяясь умом, храбростью и распорядительностью, он обратил на себя внимание правительства, которое в 1669 году назначило его воеводой в городе Нерчинск и начальником всей Даурии — пост, по тогдашнему времени, весьма важный, так как незадолго пред тем русскими были заведены там первые поселения вдоль китайской границы. В Нерчинске Аршинский годовал воеводою по 1673 год, причем обнаружил большие дипломатические способности. По случаю бегства из китайских владений в Нерчинск одного из вассальных тунгусских князьков вместе с его родственниками и служилыми улусными людьми, между Россией и Китаем возникли недоразумения и китайский правитель Зайсан Мунгачея, проведав о бегстве князька, прислал в Нерчинск грамоту Аршинскому, с просьбой снарядить в Китай посланцев для улаживания спорных вопросов. Эта дипломатическая миссия была выполнена настолько удачно для интересов России, что Аршинский был вызван 3 октября 1673 года в Москву, где «за усердную его даурскую службу» награждён царём серебряным ковшом с надписью и сорока соболями. Отправленный затем первым воеводой в городе Тобольск, он много содействовал подчинению калмыцкого тайши Дундуки, прикочевавшего при нём к реке Ишим.
Умер 19 октября 1676 года в Тобольске.

## Семья
Родоначальником Аршинских был «литвин» Павел из Орши. Причину изменения написания фамилии здесь следует видеть в качественной редукции гласного «О» в первом безударном слоге, звучание которого перешло в «А». Именно в результате написания фамилии по произношению, по-русски, а не по-польски, с чётким проговарием «о» даже в безударной позиции, Павел Оршинский стал Аршинским. Он записан среди участников битвы с ханом Кучумом на реке Ирмень в 1598 году. Его сын Богдан был казачьим головой Тобольска. Даниил Аршинский — потомок Павла.
Сын, Аршинский Иван Данилович, тюменский воевода. В 1674 г. служил стрелецким головой в городе Тобольске и в этом году был послан в степь отцом своим, годовавшим в то время воеводою в Тобольске, для переговоров с калмыцким тайшею Дундуком. Не обладая дипломатическими способностями и опытностью отца, он был обманут и ограблен калмыками и, не успев исполнить возложенного на него поручения, едва вернулся живым в Тобольск. Впоследствии он был назначен воеводой в город Тюмень, где и умер.